# Národní rada (Rakousko)
Národní rada (německy Nationalrat) je dolní ze dvou komor parlamentu Rakouska se sídlem ve Vídni. Rada má 183 poslanců, volených přímou volbou na pět let. V čele Národní rady stojí předseda a dva místopředsedové.
Sídlem Národní rady je budova Říšské rady, ve které sídlí i Spolková rada.

## Volební systém
Volební systém do Národní rady je poměrný, mandáty jsou postupně rozdělovány na třech úrovních, a to na úrovni 39 volebních okrsků, 9 spolkových zemí a na federální úrovni. Nerozdělené mandáty z nižší úrovně jsou rozděleny v úrovni vyšší. Na prvních dvou úrovních jsou mandáty přiřazeny dle Hareo kvóty, na federální pak pomocí D'Hondtovy metody. Strana která nezískala žádný mandát na regionální nebo zemské úrovni získá na federální úrovni počet mandátů proporčně k získaným hlasům, pokud na federální úrovni překročí klauzuli 4 % hlasů. 
Voliči mohou využít preferenční hlasy. Aby vybraný kandidát postoupil výše na kandidátce musí na federální úrovni získat hlasy 7 %, na zemské úrovni 10 % a na regionální úrovni 14 % hlasujích pro danou stranu.
Aktivní volební právo mají občané od 16 let, pasivní pak od 18 let (od roku 2007). Při posledních volbách v roce 2024 se do Národní rady dostalo pět politických stran.[potřebuje aktualizovat]

## Pravomoci
Rada má zákonodárnou iniciativu, zákon schválený Radou je postoupen do Spolkové rady. Ta může zákon jako celek zamítnout, toto rozhodnutí však může Rada kvalifikovanou většinou přehlasovat. Přehlasování Spolkové rady není možné v otázkách: ústavních zákonů, zákonů nebo smluv zasahujících do pramovocí spolkových zemí a zákonů týkajích se samotné Spolkové rady.
Rada má také pravomoc vyslovit nedůvěru rakouské federální vládě jako celku či jednomu z jejích členů.